# Air Uganda
Meridiana Africa Airlines, connue sous son nom commercial Air Uganda est une compagnie aérienne privée de l'Ouganda, fondée en 2007, qui appartient au groupe Celestair (en), un fonds de l'Aga Khan (Aga Khan Development Network).
Elle intègre l'IATA le 23 mai 2014.

## Destinations

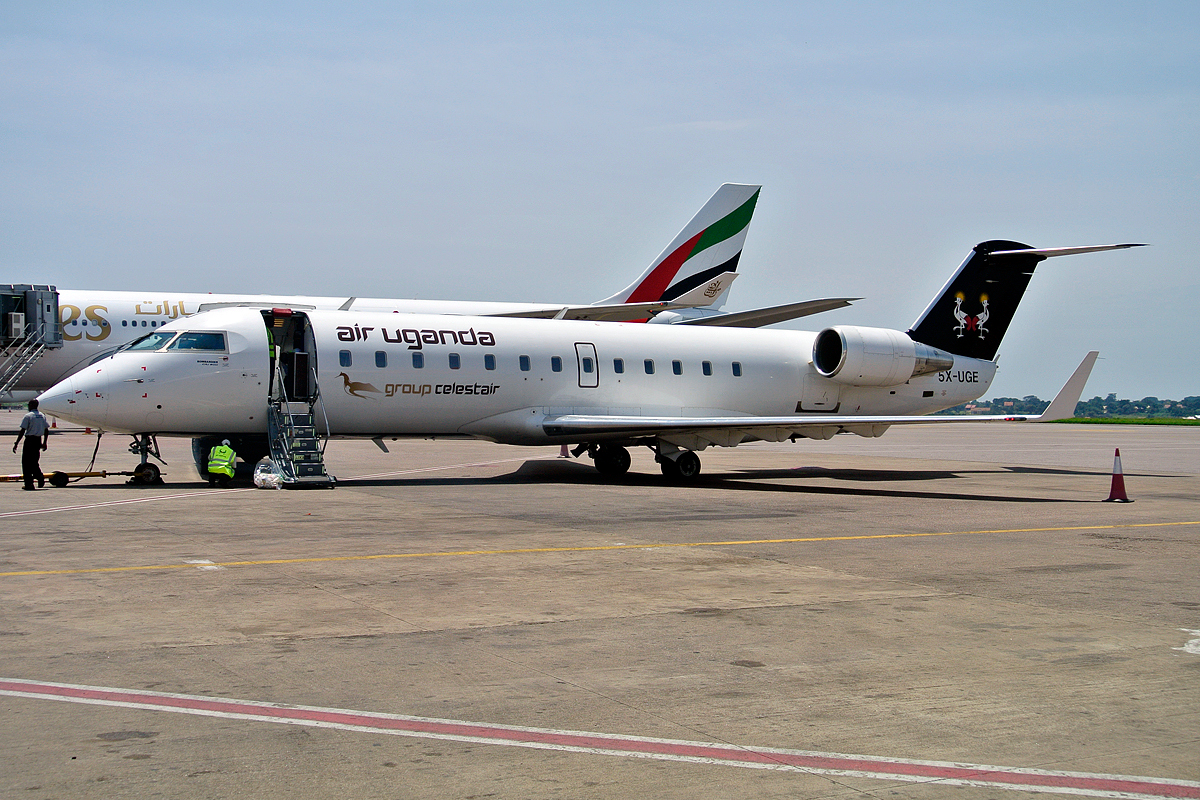
Un CRJ-200 d'Air Uganda

- Bujumbura (Burundi)
- Mombasa (Kenya)
- Nairobi (Kenya)
- Kilimandjaro (Kenya)
- Kigali (Rwanda)
- Dar es Salaam (Tanzanie)
- Zanzibar (Tanzanie)
- Djouba (Soudan du Sud)
- Entebbe (Ouganda)
- Kampala (Zambie)
- Mogadiscio (Somalie)

## Flotte
- 3 Bombardier CRJ-200